# Ordine restrittivo
Un ordine restrittivo o un ordine di protezione è un ordine utilizzato da un tribunale per proteggere una persona, un'impresa, una società, un ente o un'entità e il pubblico in generale; è uno strumento cautelare usato per lo più in una situazione di presunta violenza domestica, molestie, stalking o violenza sessuale. 
Negli Stati Uniti d'America ogni Stato ha una qualche forma di violenza domestica che limita la legge sull'ordine e molti Stati hanno anche leggi specifiche sull'ordine restrittivo per lo stalking e l'aggressione sessuale.

## Conseguenze giuridiche
Le leggi sull'ordinamento e sulla protezione personale variano da una giurisdizione all'altra, ma tutte stabiliscono chi può presentare un ordine, quale protezione o aiuto può avere una persona da tale ordine e come verrà eseguito l'ordine. Il tribunale ordinerà alla parte avversa di astenersi da determinate azioni e/o richiedere l'osservanza di determinate disposizioni. 
La mancata osservanza è una violazione dell'ordine che può comportate l'arresto e il perseguimento dell'offensore. Le violazioni in alcune giurisdizioni possono anche costituire un oltraggio criminale o civile alla corte. In ogni caso l'accertamento della violazione è oggetto di una nuova pronuncia del medesimo magistrato, a seguito di una Motion for Enforcement che sia avanzata dalla parte interessata all'adempimento.